# ستنیو جونیور
ستنیو جونیور (به پرتغالی: Stênio Marcos da Fonseca) مهاجم اهل برزیل است که در شهر برزیل و در تاریخ ۱۰ ژوئن ۱۹۹۱ به دنیا آمده‌است.
ستنیو جونیور در تیم‌های فوتبال Horizonte سابقهٔ حضور دارد.